# FCD Altovicentino
Football Club Dilettantistico Altovicentino je italský fotbalový klub sídlící ve městě Marano Vicentino. Klub byl založen v roce 2014 sloučením klubů SSD Calcio Marano a ACD Trissino-Valdagno.

## Soupiska
Aktuální k datu: 23. prosince 2014
| Číslo |          | Pozice | Hráč                |
| ----- | -------- | ------ | ------------------- |
|       | Rumunsko | B      | Florin Logofatu     |
|       | Itálie   | B      | Aniello Di Filippo  |
|       | Itálie   | B      | Marco Pavanello     |
|       | Itálie   | O      | Matteo Gritti       |
|       | Itálie   | O      | Andrea Bertozzini   |
|       | Itálie   | O      | Mattia Benedetti    |
|       | Itálie   | O      | Davide Perosin      |
|       | Itálie   | O      | Rosario Di Girolamo |
|       | Ghana    | O      | Prince Yarboye      |
|       | Itálie   | O      | Stefano Dalla Riva  |
|       | Itálie   | O      | Andj Kicaj          |
|       | Itálie   | O      | Giorgio Brandi      |
|       | Itálie   | Z      | Valeriano Nchama    |

| Číslo |          | Pozice | Hráč                  |
| ----- | -------- | ------ | --------------------- |
|       | Itálie   | Z      | Stefano Pozza         |
|       | Itálie   | Z      | Diego Dal Dosso       |
|       | Itálie   | Z      | Andrea Burato         |
|       | Itálie   | Z      | Daniele Brancato      |
|       | Itálie   | Z      | Alberto Pignat        |
|       | Itálie   | Z      | Alessandro Cortesi    |
|       | Itálie   | Ú      | Marco Roveretto       |
|       | Itálie   | Ú      | Maurizio Peluso       |
|       | Maroko   | Ú      | Mehdi Kabine          |
|       | Itálie   | Ú      | Giuseppe Giglio       |
|       | Itálie   | Ú      | Riccardo Paganelli    |
|       | Brazílie | Ú      | Robson Machado Toledo |
|       | Itálie   | Ú      | Nicola Falomi         |

## Umístění v jednotlivých sezonách
| Sezóny  | Liga            | Úroveň | Z | V | R | P | VG | OG | +/- | B | Pozice |
| ------- | --------------- | ------ | - | - | - | - | -- | -- | --- | - | ------ |
| 2014/15 | Serie D – sk. C | 4      |   |   |   |   |    |    |     |   |        |